# Paweł Trzos
Paweł Adam Trzos – polski pedagog, dr hab. nauk społecznych, profesor uczelni Katedry Badań nad Edukacją Estetyczną Wydziału Pedagogiki Uniwersytetu Kazimierza Wielkiego.

## Życiorys
W latach 1997–1999 ukończył studia pedagogiczne i wychowania muzycznego w Wyższej Szkole Pedagogicznej w Bydgoszczy, 14 października 2008  obronił pracę doktorską Preferencje barw dźwięków i poziom zdolności muzycznych a osiągnięcia uczniów w nauce gry na instrumencie dętym w świetle teorii uczenia się muzyki Edwina Eliasa Gordona, 16 kwietnia 2019 habilitował się na podstawie pracy zatytułowanej Umiejętności audiacyjne uczniów na etapie wczesnoszkolnej.
Został zatrudniony na stanowisku adiunkta w Instytucie Pedagogiki na Wydziale Pedagogiki i Psychologii Uniwersytetu Kazimierza Wielkiego, oraz w Instytucie Pedagogiki na Wydziale Społecznym i Humanistycznym Państwowej Wyższej Szkole Zawodowej w Koninie.
Był docentem w Katedrze Pedagogiki i Pracy Socjalnej na Wydziale Społecznym i Ekonomicznym Państwowej Wyższej Szkole Zawodowej w Koninie.
Awansował na stanowisko kierownika w Katedrze Badań nad Edukacją Estetyczną i prodziekana na Wydziale Pedagogiki Uniwersytetu Kazimierza Wielkiego.
Jest profesorem uczelni w Katedrze Badań nad Edukacją Estetyczną Wydziału Pedagogiki Uniwersytetu Kazimierza Wielkiego.